# Videojuego multijugador

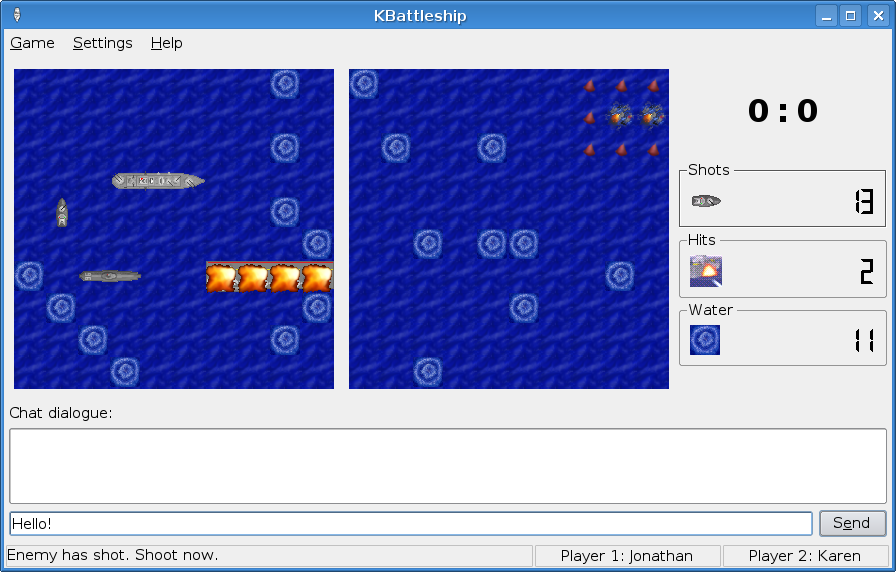
Imagen del juego "KBattleship game"

Los videojuegos multijugador son aquellos videojuegos que permiten la interacción de dos o más jugadores al mismo tiempo, ya sea compartiendo un mismo dispositivo, o a través de una red local, o mediante internet en el caso de los videojuegos en línea.
También es posible que juegos ideados para un solo jugador, dispongan de una modalidad para varios jugadores, o hayan evolucionado para poder ser jugados de forma cooperativa.

## Historia
Los primeros ejemplos conocidos de juegos multijugadores en tiempo real fueron desarrollados en el sistema PLATO alrededor de 1973. Algunos juegos multiusuarios incluyen Empire de 1973 y Spasim de 1974, este último fue el pionero de los videojuegos de disparos en primera persona.
A mediados de los noventa, con la popularización de Internet, se hace posible el juego en la red conectando a gente de todo el mundo. El primer juego en ofrecer multijugador y batalla a muerte fue doom en 1993 quienes desarrollaron el software para dicho propósito. Algunos de los primeros juegos en ofrecer una modalidad multijugador fueron Doom 2, Duke Nukem o Quake.
Entre los juegos multijugador pueden hallarse varios tipos empezando por los convencionales que son adaptaciones de juegos con una temática ya definida como: Need For Speed, Quake, Half Life, Soldier of Fortune, Call of Duty, Battlefield, Far Cry, Halo, etc. Mientras otros son lanzados solo para el juego en línea o con bots (jugadores controlados por la computadora) como: Quake 3 (el primero), Counter Strike, Ricochet, Wolfenstein: Enemy Territory, etc.
En otra categoría entran los juegos de muertes por equipos como: Battlefield, Quake Wars, Star Wars Battlefront, etc. Y por último los juegos masivos, tanto gratuitos como no, como:League Of Legends Lineage II, Counter Strike, Rakion, Gunbound, Soldier Front, World of Warcraft, Ragnarok Online, entre otros.
A mediados de 2002 empezaron a crearse juegos "Free to Play" en los cuales el juego básico es gratis, pero se cuenta con la posibilidad de adquirir diversas mejoras y ventajas pagando un cierto precio como por ejemplo Empire Strike y Virtonomics.

## Sistema único
En los videojuegos para videoconsolas, máquinas arcade y computadoras personales el multijuego implica que los jugadores puedan jugar juntos utilizando varios controles conectados al mismo sistema de juego. Las videoconsolas a menudo ofrecen el uso de la pantalla dividida para que cada jugador tenga una vista individual de la acción (característica importante para los juegos de disparo en primera persona), aunque la mayoría de los videojuegos arcade y algunos juegos de videoconsola (desde pong hasta Super Smash Bros. Brawl) utilizan un área única en la pantalla para todos los jugadores.
En los sistemas únicos se pueden tener los siguientes modos de multijuego:

### Hot seat
Hot seat (literalmente "asiento caliente") esta modalidad se usa en los videojuegos por turnos, jugando en un mismo soporte varios jugadores un turno cada uno (por ejemplo: Silent Storm). El nombre de "asiento caliente" inició como una referencia cuando un jugador de un videojuego de computadora personal intercambiaba el asiento con otro cada vez que el jugador moría.

### Simultáneo
Simultáneo en un mismo soporte con un control asignado a cada jugador los mismos participan de la partida al mismo tiempo (por ejemplo: Team Budies).

### Pantalla dividida
Pantalla dividida variante de la anterior, en un mismo soporte dos o más jugadores juegan al mismo tiempo, pero la pantalla se divide en dos o más partes de manera que existe independencia de las acciones entre los usuarios en lo que respecta a moverse por los escenarios del videojuego (por ejemplo: Gran Turismo 2 o Mario Kart 64).
No obstante, en 2011 se presentó una nueva tecnología que dejaría de lado la eterna discusión y problemática de la pantalla compartida al jugar 2 personas en una misma pantalla. Esta tecnología conocida como Dual Vision utiliza las características de un televisor 3D y, en vez de utilizar 2 imágenes solapadas y desfasadas con un parpadeo de alta frecuencia para que el ojo perciba una imagen estereoscópica, se solapan 2 imágenes distintas (correspondiente a cada jugador) y utilizando la alta frecuencia de parpadeo, cada jugador percibe por sus gafas una imagen distinta (cada gafa Dual Vision es distinta a las gafas 3D y están diseñadas para percibir una sola imagen de las dos que se solapan).

## Sistemas en red
En videojuegos de computadora actuales, la palabra multijugador implica que los participantes pueden jugar juntos a través de la conexión entre ellos por medio de una red, ya sea una red de área local o el Internet.
Los sistemas en red puede clasificarse en los siguientes tipos:

### Red local
Red local mediante 2 o más dispositivos conectados de forma local mediante una red de área local (por ejemplo: The Legend of Zelda: Four Swords).

### En línea
En línea similar a la anterior pero usando una red global (Internet) (por ejemplo:Empire Strike, Halo Custom Edition o Pummel Party).

### Por correo electrónico
PBEM (Play By Mail, jugar por correo electrónico), modalidad similar al hot seat, pero los jugadores sincronizan sus turnos por medio de correos electrónicos, o algún lugar común donde dejar la partida en curso (por ejemplo: Combat Mission).
La mayoría de estos envían la confirmación al correo electrónico por fines de seguridad.